# Tordai sörgyár
A tordai sörgyár műemlék épület Romániában, Kolozs megyében. A romániai műemlékek jegyzékében a CJ-II-m-B-07787 sorszámon szerepel.